# Тойрер, Элизабет
Элизабет Тойрер (нем. Elisabeth Theurer; род. 20 сентября 1956, Линц), в замужестве Элизабет Макс (нем. Elisabeth Max) — австрийская наездница, олимпийский чемпион.

## Биография
Элизабет Тойрер родилась в 1956 году в Линце. В 1968 году она начала заниматься верховой ездой под руководством инструктора Ганса Макса, за которого впоследствии вышла замуж. В 1973 году, при покупке другой лошади, она получила в качестве бонуса тёмно-серую лошадь по кличке «Мон Шери». В 1979 году Элизабет Тойрер на Мон Шери завоевала золотую медаль европейского первенства по выездке.
В 1980 году стала чемпионкой Олимпийских игр в Москве. Её выступлению на Олимпиаде-80 предшествовала вполне романтическая история. Австрийская федерация конного спорта отказалась субсидировать поездку Элизабет в Москву. Однако Тойрер прилетела в столицу Советского Союза на самолёте своего друга, автогонщика Ники Лауда, который доставил её вместе с лошадью в аэропорт Шереметьево.
В 1984 году она приняла участие в Олимпийских играх в Лос-Анджелесе, но там стала 11-й в личном зачёте, а вся австрийская команда оказалась 9-й. Из-за рождения дочери (1985) и сына (1987) она не смогла принять участие в Олимпиаде-1988, но в 1992 году выступила на Олимпийских играх в Барселоне, где стала 8-й.
Элизабет Тойрер является совладелицей основанной её отцом компании Plasser & Theurer.